# Ares Pardo de Saavedra
Antonio Ares (o Arias) Pardo de Saavedra (Toledo, c. 1530 - †Toledo, 13 de enero de 1561) fue un noble español del siglo XVI.

## Biografía
Era hijo de Diego Pardo de Deza (†1517), hermano mayor del cardenal Juan Pardo de Tavera, arzobispo de Toledo y Primado de las Españas, y de María de Saavedra (†1526). Fue mariscal de Castilla y primer señor de Paracuellos y, al comprar al rey Carlos I en la persona del príncipe Felipe por 55.696.638 maravedíes el 14 de enero de 1548 la extinta Encomienda de Malagón, denominada “Montes y terrenos del Estado de Malagón y sus aldeas”, el primer señor de Malagón. La Encomienda había pertenecido durante siglos a la Orden de Calatrava. Fue además alcalde mayor y veinticuatro de Sevilla y patrón del Hospital Tavera, que fundó en Toledo su tío, el cardenal-primado.
Cuando quiso hacer valer sus derechos como señor de este lugar, los vecinos se vieron privados de algunas libertades que venían disfrutando desde siempre (un derecho consuetudinario transmitido por vía oral) y los vecinos entablaron pleitos contra él; tras cuatro largos años de litigio, Don Ares Pardo Saavedra acordó con el alcalde mayor Ordinario de Malagón Garci González, en representación de todos los vecinos, una serie de proposiciones que fueron recogidas con el nombre de Escrituras de Concordia, el 5 de mayo de 1552. Nacían así los que en el siglo XVIII fueron llamados Estados del Duque de Medinaceli o simplemente Estados del Duque, una comunidad formada por cinco poblaciones: Malagón, Porzuna, Fuente el Fresno, Los Cortijos y El Robledo, provista de singulares derechos que perviven hasta hoy.
Casó dos veces, la primera con Guiomar Zapata Carrillo de Mendoza, V.ª Condesa de Priego (†1540), también conocida como Guiomar Tavera, de la que no tuvo prole, y en segundas nupcias con Luisa de la Cerda (†1596), hija del II.º duque de Medinaceli Juan de la Cerda y hermana del IIIº y del IV.º, de la que tuvo a Juan Pardo Tavera, II.º señor de Malagón, Paracuellos y Fernán Caballero (1550 - 1571), quien murió joven y sin descendencia. Luisa era amiga de Santa Teresa, a la que invitó a su palacio para consolar su viudez al morir su esposo en 1561 y con la cual intercambió correspondencia epistolar, sobre todo relativa a la fundación del convento carmelita descalzo de Malagón.
El título de Malagón pasó a ser un marquesado, y lo ostentó su hermana Guiomar Pardo Tavera, I.ª Marquesa de Malagón (†1622).